# محافظة ساو تومي
محافظة ساو تومي، هي واحدة من محافظتي ساو تومي وبرينسيب.

## التقسيم الإداري
المقاطعات
- أجوا غراندي (ساو تومي)
- كانتاغالو ( سانتانا)
- كاوي ( ساو جواو دوس أنغولاريس)
- ليمبا (نيفيس)
- لوبانا (غودالوبي)
- مي زوتشي (ترينداد)

## الجزر
الجزيرة الرئيسية في المحافظة هي ساو تومي
- إلهيو داس كابراس
- إلهيو دو كوكو
- إلهيو ساو ميغيل
- إلهيو غابادو
- إلهيو دوس كوكوس
- إلهيو جاليه
- إلهيو داس رولاس